# Travo (fleuve)
Pour les articles homonymes, voir Travo (homonymie).
Le Travo est un fleuve côtier français qui coule dans la région Corse et se jette dans la mer Tyrrhénienne.

## Géographie

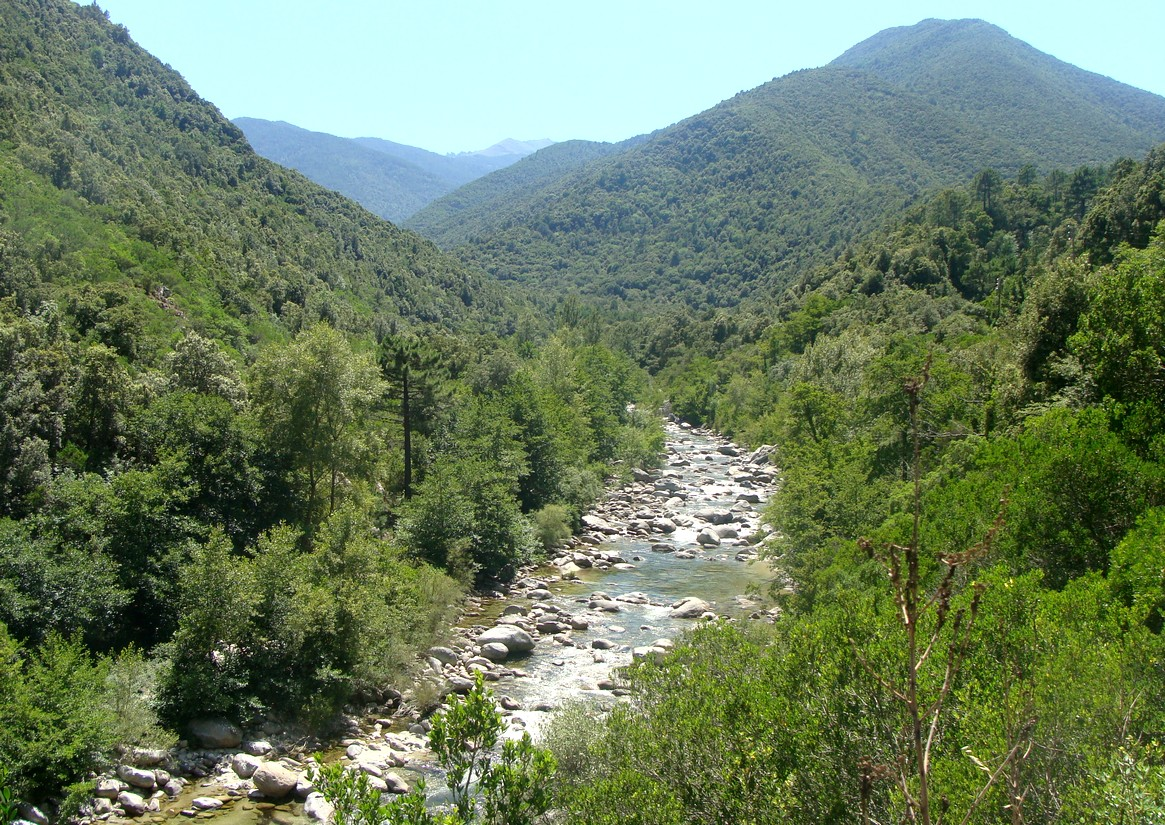
La vallée du Travo dans son cours moyen, en été

Le Travo prend source à l'ouest du Monte Incudine (2 134 m), près de la Bocca di Chiralba, à 1 743 mètres d'altitude, sur la commune de Zicavo. Il se jette dans la mer Tyrrhénienne, entre les deux communes de Ventiseri et Solaro. La longueur de son cours est de 32,5 km.
Selon l'Institut géographique national, le fleuve s'appelle successivement ruisseau de Bassu Rotondu, de Forcinchesi, de Casamintellu et de Monte Tignosu, et de l'Arinella, avant de prendre son nom définitif de Travo lorsqu'il passe du département de la Corse-du-Sud à celui de la Haute-Corse, à Chisa.

### Communes et cantons traversés
Le Travo traverse deux départements, cinq communes et deux cantons :
- dans la Corse-du-Sud :
  - dans le sens amont vers aval : Zicavo, Cozzano.
- dans la Haute-Corse :
  - toujours dans le sens amont vers aval : Chisa, et à la frontière des 2 communes Ventiseri, Solaro.

Soit en termes de cantons, le Travo prend sa source sur le canton de Zicavo, puis conflue sur le canton de Prunelli-di-Fiumorbo, le tout dans les deux arrondissement d'Ajaccio et arrondissement de Corte.

### Bassin versant
Le Travo traverse une seule zone hydrographique dite « le Travo » (Y951) de 130 km2 de superficie. Ce bassin versant est constitué à 94,98 % de « forêts et milieux semi-naturels », à 2,79 % de « territoires agricoles », à 2,34 % de « territoires artificialisés ».
Les fleuves côtiers voisins sont au nord l'Abatesco et au sud la Solenzara.

### Organisme gestionnaire
L'organisme gestionnaire est le Comité de bassin de Corse.

## Affluents

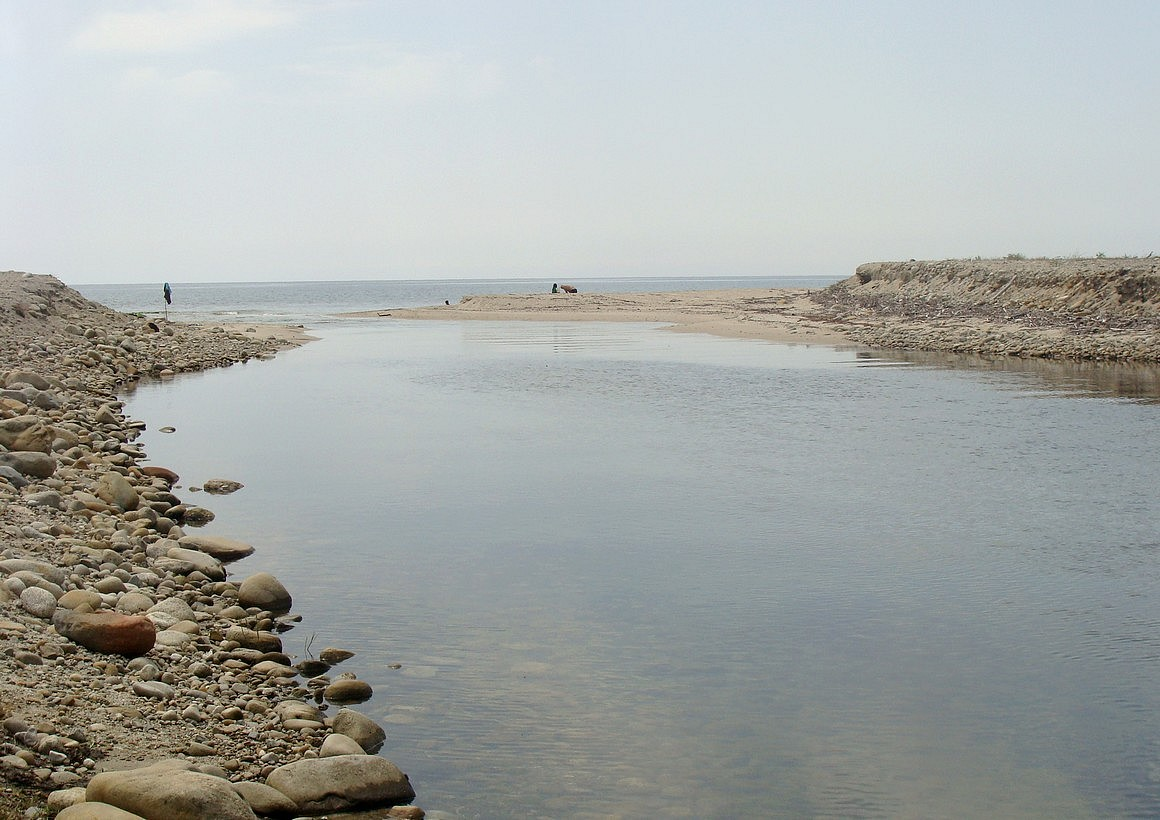
L'embouchure du Travo, vue vers l'aval

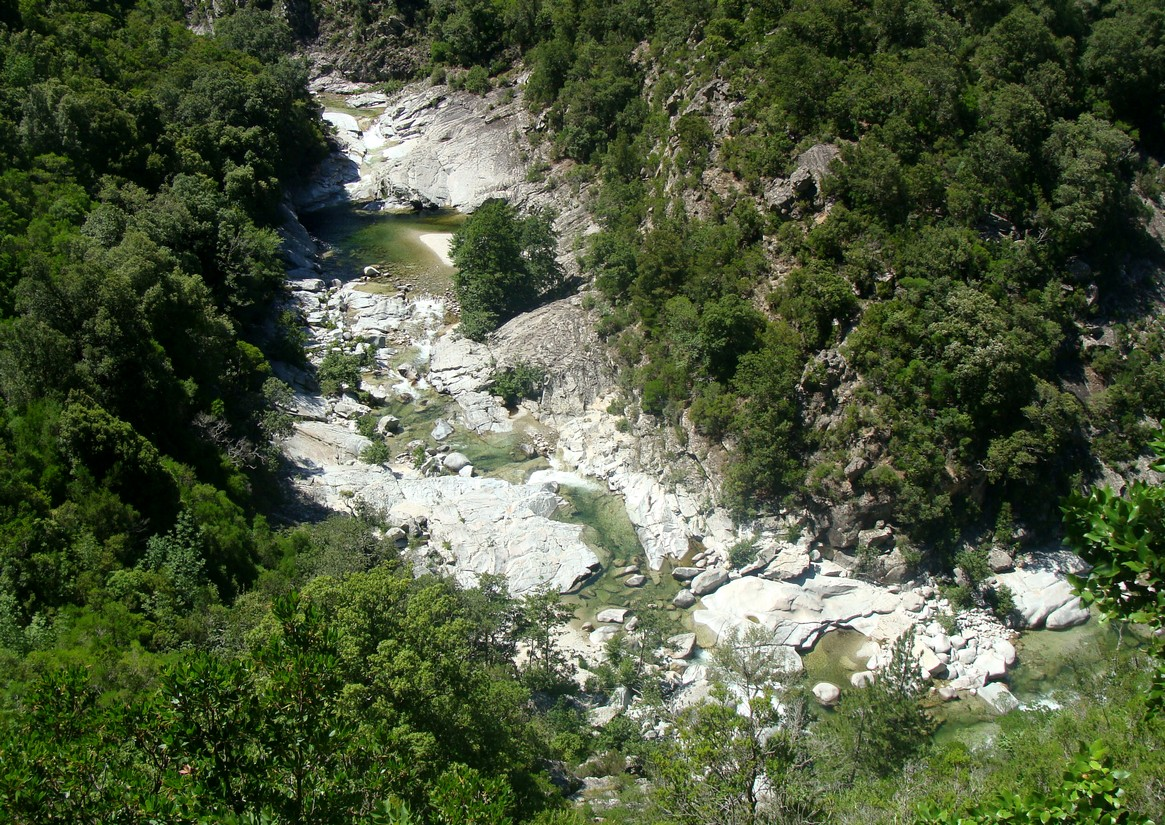
Les gorges du Travo sur la commune de Chisa.

Le Travo a trente-et-un (31) ruisseaux affluents référencés :
- -----   le ruisseau de l'Incudine (rd[note 1]), 2,1 km, entièrement sur Zicavo.
- le ruisseau de Capilargu, 1,3 km (rg), entièrement sur Zicavo.
- -----   le ruisseau de Pargolu, 1,7 km (rd), entièrement sur Zicavo.
- -----   le ruisseau de Cavallareccia, 2,1 km (rd), entièrement sur Zicavo.
- -----   le ruisseau de Meta, 1,8 km (rd), entièrement sur Zicavo.
- le ruisseau de Cavallare, 2,1 km (rg), entièrement sur Zicavo.
- le ruisseau d'Allucia, 3 km (rg), entièrement sur Zicavo.
- -----   le ruisseau de Forccia, 1,4 km (rd), entièrement sur Zicavo.
- -----   le ruisseau de Broncu (ou Brancu), 1,4 km (rd), entièrement sur Zicavo.
- le ruisseau de Serra di lucianu, 1,6 km (rg), entièrement sur Zicavo.
- le ruisseau de l'Agnone, 2,8 km (rg) et 1 affluent, sur Zicavo et Cozzano :
  - le ruisseau de l'Usciolu,
- le ruisseau d'Acqua d'Acelli, 2,6 km (rg) entièrement sur Cozzano avec. un affluent :
  - le ruisseau de Marraciole,
- le ruisseau de Castellettu, 2,8 km (rg), sur Zicavo et Cozzano.
- -----   le ruisseau de Benedettu, 1 km (rd), entièrement sur Zicavo.
- le ruisseau de Sapara Albertu, 1,9 km (rg), sur Zicavo et Chisa.
- -----   le ruisseau de Luvana, 9,4 km (rd) et 5 affluents, sur Zicavo et Chisa.
- le ruisseau de Sena, 2,2 km (rg) et 1 affluent, entièrement sur Chisa.
- le ruisseau de Juva, 3,6 km (rg) et 2 affluents, entièrement sur Chisa.
- le ruisseau de Lori, 2,7 km (rg), entièrement sur Chisa.
- -----   le ruisseau de Coda vacca, 7,3 km (rd) et 2 affluents, sur Chisa et Solaro.
- le ruisseau d'Aretu, 3,6 km (rg) et 1 affluent, sur Chisa et Ventiseri.
- -----   le ruisseau de Ruvoli, 12,7 km (rd) entièrement sur Solaro avec trois affluents et de rang de Strahler trois.
- le ruisseau de Cippisa, 3,4 km (rg), entièrement sur Ventiseri.
- -----   le ruisseau d'Anculavu, 1,2 km (rd), entièrement sur Solaro.
- le ruisseau du Guadellu, 3,6 km (rg), entièrement sur Ventiseri.
- -----   le ruisseau de Murta, 1,2 km (rd), entièrement sur Solaro.
- -----   le ruisseau de Solaro, 2,6 km (rd), entièrement sur Solaro.
- -----   le ruisseau d'Albuccellu, 2,1 km (rd), entièrement sur Solaro.
- le ruisseau d'Arja Vallinca, 2,2 km (rg), entièrement sur Ventiseri.
- -----   le ruisseau de Largiaccia, 2,4 km (rd), sur Ventiseri et Solaro.
- -----   le ruisseau de Cotulu, 3,6 km (rd), entièrement sur Solaro.

### Rang de Strahler
Donc son rang de Strahler est de quatre.

## Galerie

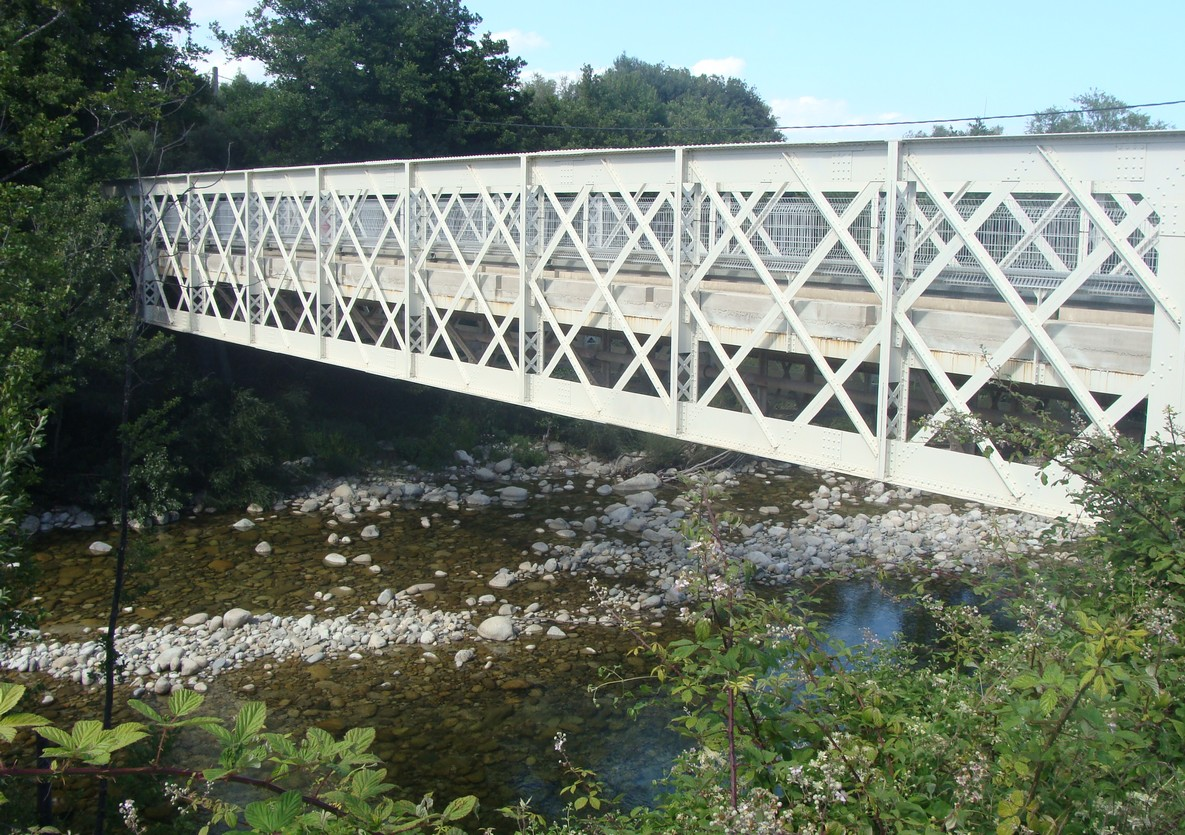
Le pont sur le fleuve Travo de l'ancienne ligne de chemin de fer de la côte orientale. Ouvert à la circulation automobile, récemment rénové.
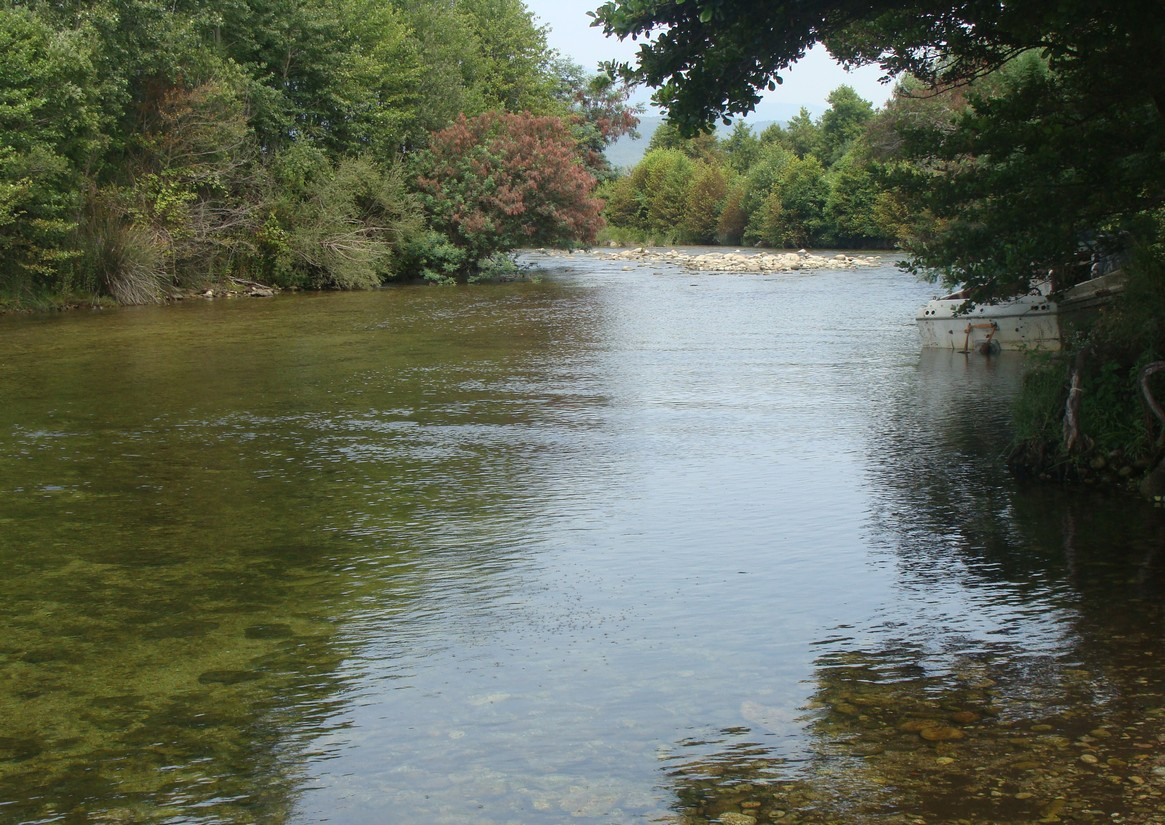
Le Travo à son embouchure, vue vers l'amont.
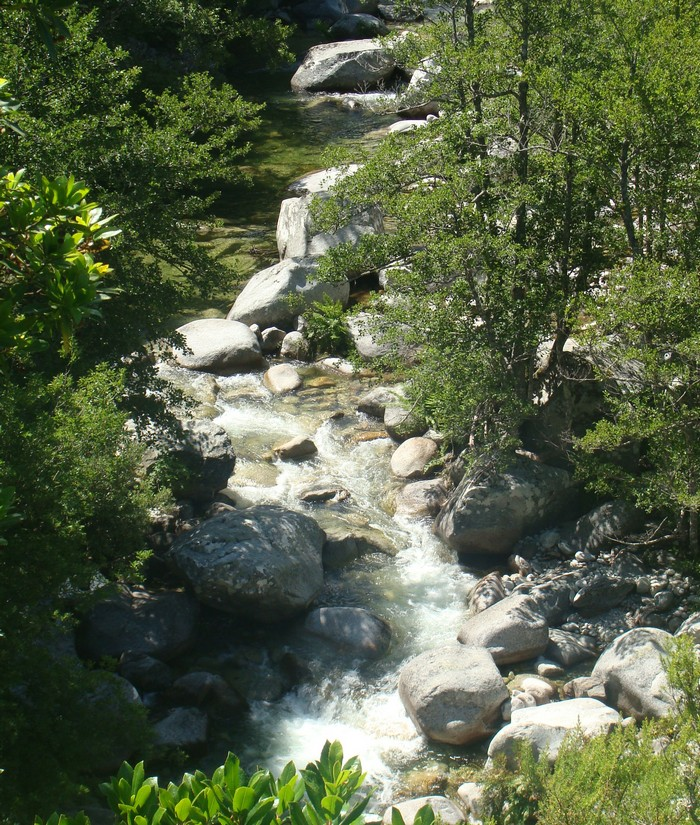
Le Travo au pied du village de Chisa.
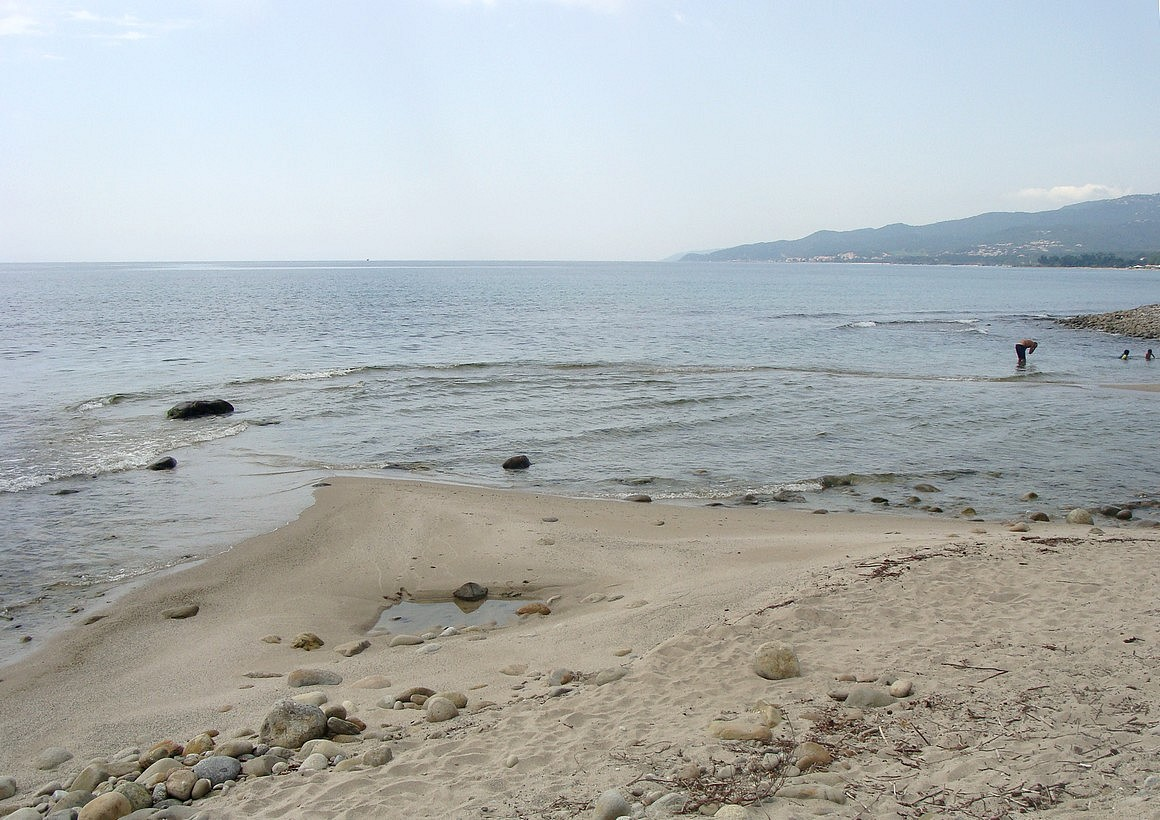
La mer à l'embouchure du Travo.
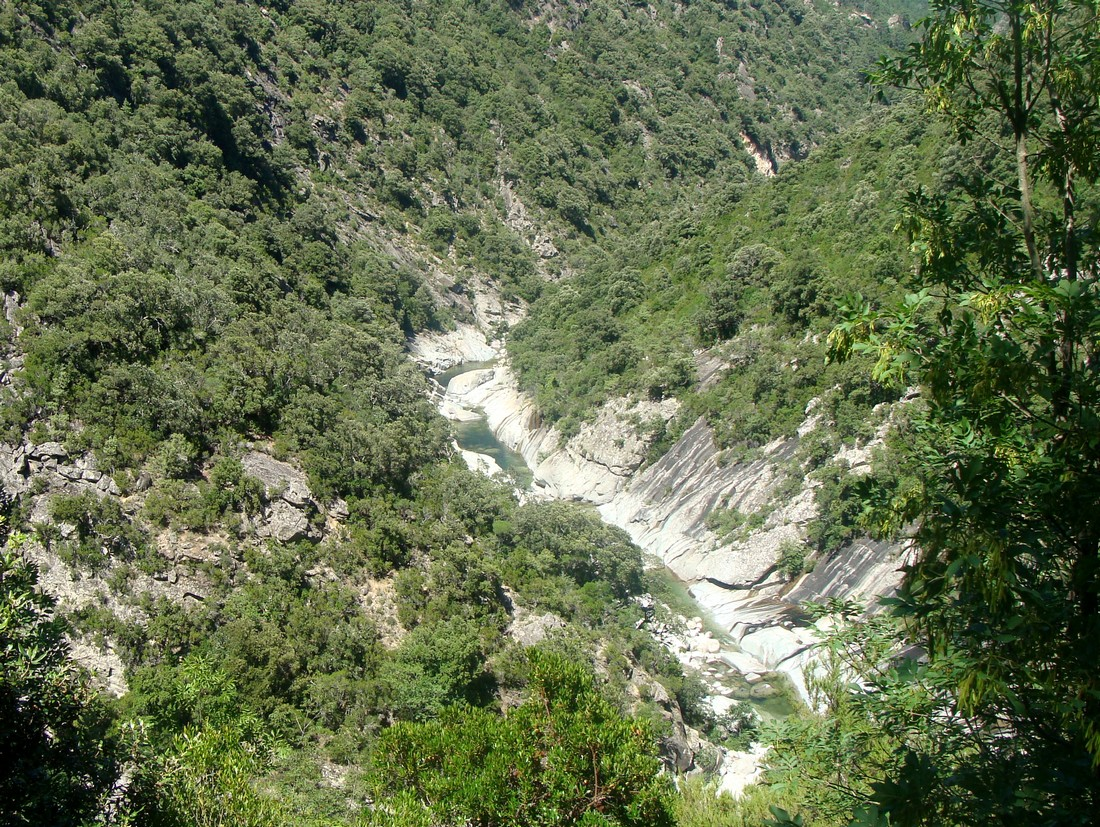
Les gorges du Travo sur la commune de Chisa.
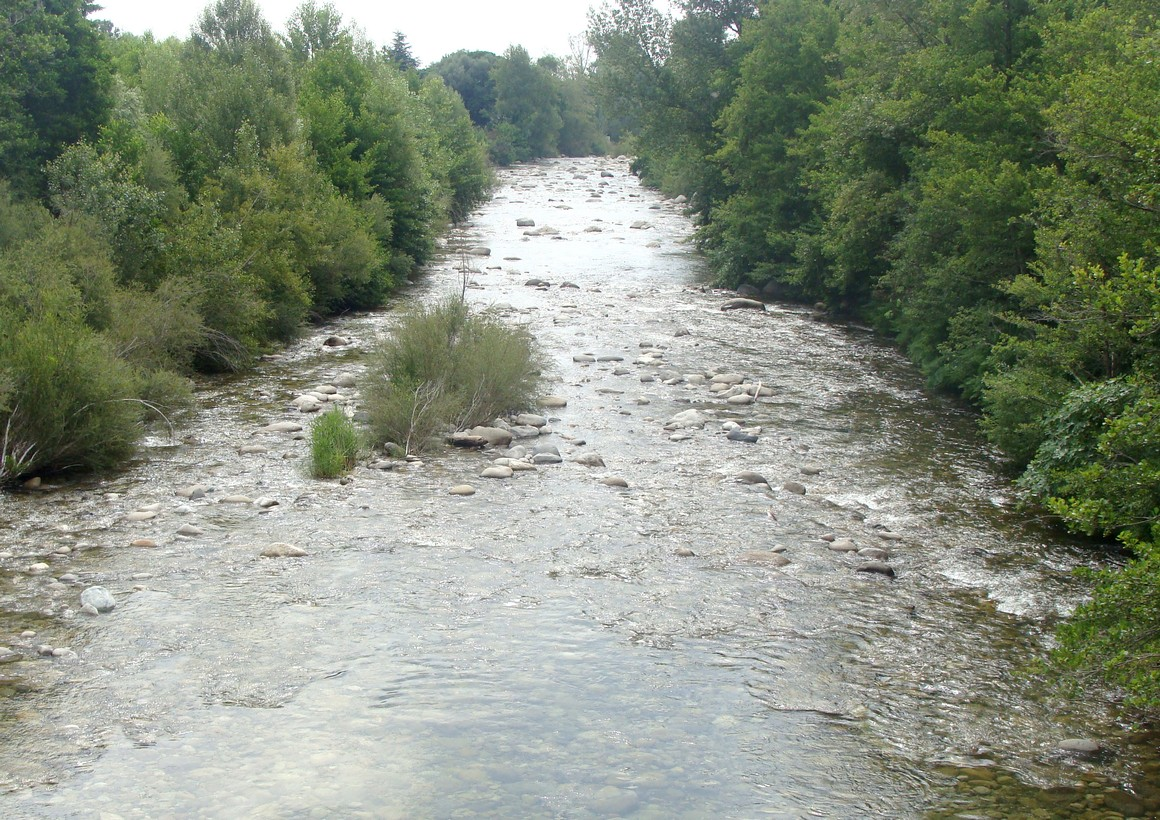
Le Travo vu en aval du pont du chemin de fer.